# Еваїр
Еваїр (порт. Evair, нар. 21 лютого 1965) — бразильський футболіст, що грав на позиції нападника. Протягом своєї кар'єри зіграв за кілька клубів, але найбільш відомий виступами за «Палмейрас», а також граю за «Васко да Гаму» у чемпіонському сезоні Серії А в 1997 році. Він забив 125 м'ячів за «Палмейрас» і став сьомим кращим бомбардиром клубу в історії.

## Клубна кар'єра
Розпочав свою футбольну кар'єру в клубі «Гуарані» у 1985 році. Він дебютував у Серії А 7 вересня 1986 року в матчі проти «Васко да Гами» (1:0).
У 1988 році він відправився в Італію в «Аталанту». За три сезони він зіграв 76 ігор у Серії А і забив 25 голів. Після повернення в Бразилію в 1991 році став гравцем «Палмейраса» з Сан-Паулу. З «Палмейрасом» він виграв чемпіонат Бразилії в 1993 і 1994 роках і чемпіонат штату Сан-Паулу в 1993 і 1994 роках. У 1995—1996 роках він виступав у Японії за клуб «Йокогама Флюгелс».
Повернувшись на батьківщину, він недовго пограв за «Атлетіко Мінейро», а потім став гравцем клубу «Васко да Гама», якому допоміг виграти чемпіонат Бразилії, після чого грав за «Португези Деспортос».
У 1999 році знову виступав у «Палмейрасі», з яким виграв Кубок Лібертадорес 1999 року. У 2000 році він переїхав до «Сан-Паулу». З цим клубом виграв ще один титул чемпіона штату Сан-Паулу 2000 року. У 2002 році виграв з «Гоясом» чемпіонат штату Гояс. Закінчив свою кар'єру в 2003 році в «Фігейренсе», за яке 9 липня 2003 року востаннє зіграв у Серії А. Усього в 1986—2003 роках він зіграв в 221 іграх вищого бразильського дивізіону і забив 92 голи.

## Виступи за збірну
У 1987 році виграв бразильську золоту медаль в Панамериканських іграх. На турнірі він забив три голи.
У складі національної збірної Бразилії Еваїр дебютував 26 лютого 1992 року у товариському матчі з національною збірною США (3:0). Останній матч зіграв 17 листопада 1993 року в товариській зустрічі проти Німеччини (1:2), де на 40 хвилині забив гол. Усього в формі головної команди країни зіграв 9 матчів і забив 2 голи.

## Тренерська кар'єра
Через чотири місяці після того, як закінчив свою кар'єру в гравця, Еваїр розпочав тренерську кар'єру, отримавши пропозицію від «Віла-Нови» (Гоянія). В подальшому працював з низкою нижчолігових бразильських команд.

## Статистика
| Збірна Бразилії | Збірна Бразилії | Збірна Бразилії |
| Роки            | Ігри            | голи            |
| --------------- | --------------- | --------------- |
| 1992            | 2               | 0               |
| 1993            | 7               | 2               |
| Усього          | 9               | 2               |

## Досягнення
- Переможець Панамериканських ігор: 1987
- Чемпіон Бразилії: 1993, 1994, 1997
- Кубок Лібертадорес: 1999
- Турнір Ріо-Сан-Паулу: 1993
- Чемпіонат штату Сан-Паулу: 1993, 1994, 2000